# كابستان (سيجارة)
كابستان هي علامة تجارية بريطانية للسجائر غير المفلترة، تمتلكها وتصنعها حاليًا شركة إمبريال براندز. تراجعت شعبية العلامة عندما أصبحت الآثار الصحية للتبغ معروفة بشكل أوسع؛ حيث يبيعها عدد قليل من المحلات اليوم

## تاريخ

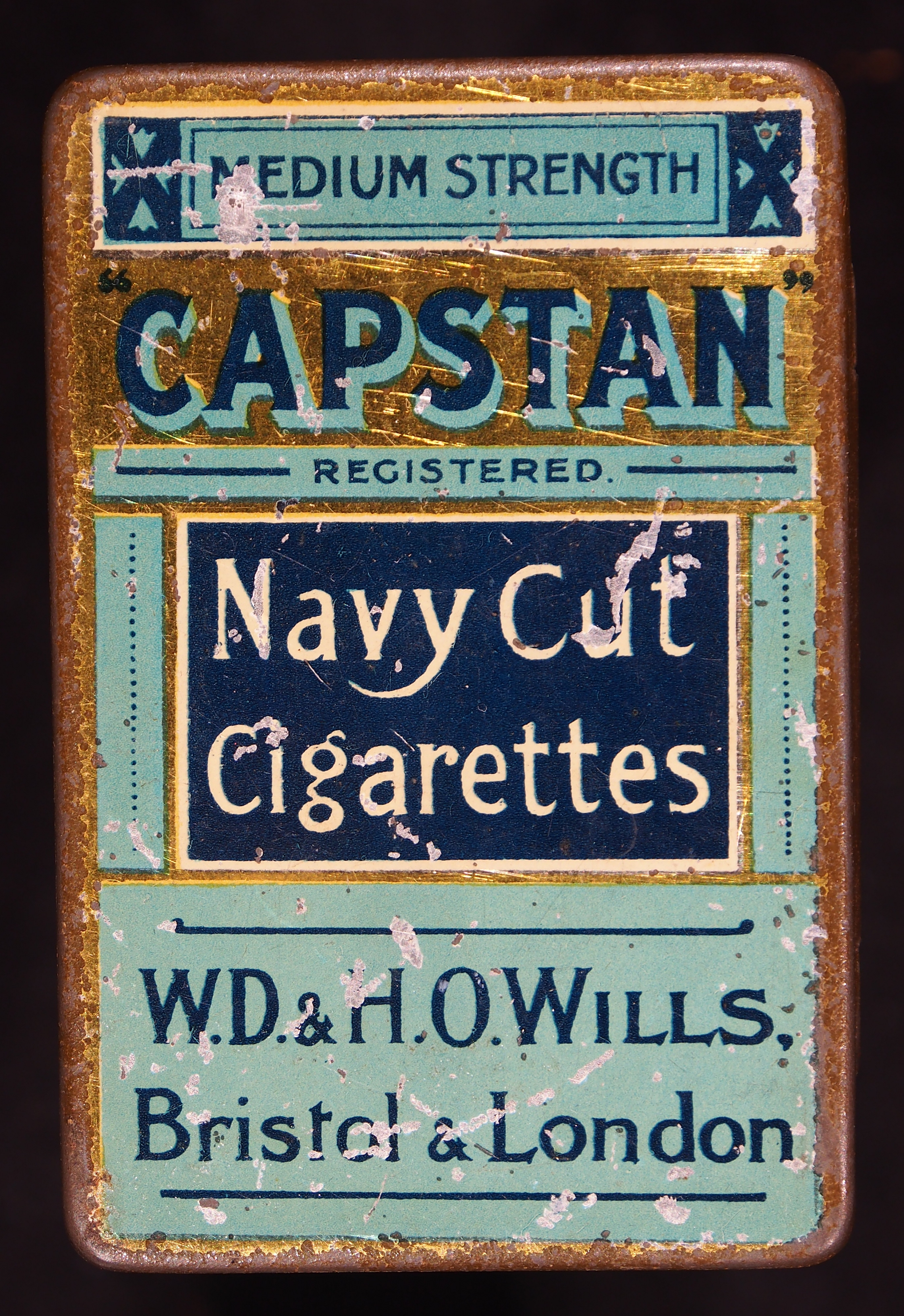
علبة سجائر كابستان. ١٩٣٠

"كابستان" أُطلِقت من قِبل شركة دبليو دي. آند إتش. أو. ويلز في عام ١٨٩٤، وكانت واحدة من أكثر علامات السجائر شهرة في أوائل القرن العشرين. قامت شركة دبليو دي. آند إتش. أو. ويلز بإنفاق ٤٠٠٠ جنيه إسترليني (ما يعادل ٤٧٧٫٥٠٩.٥٠ جنيه إسترليني في عام ٢٠١٨) على ترويج سجائر كابستان في عام ١٩٠٠، وكانت هذه الأموال تُنفق بالإضافة إلى التكاليف العادية للإعلانات، بما في ذلك بطاقات العرض والإعلانات في الصحف. كانت "كابستان" تُعتَبَر رد شركة دبليو دي. آند إتش. أو. ويلز على سجائر بلايرز ميديم. في عام ١٩٧٣، نشرت حكومة المملكة المتحدة جدولاً يحتوي على محتوى القطران والنيكوتين في السجائر المتاحة في سوق المملكة المتحدة، واحتوت سجائر كابستان بقوة، بفارق ٠.٢١ ملغم للسيجارة، على أعلى محتوى للنيكوتين (٣.٣٩ ملغم للسيجارة) من أي علامة أخرى، وثاني أعلى محتوى للقطران. ومع ذلك، منذ عام ٢٠٠٤، كان لدى السجائر المباعة في المملكة المتحدة حد أقصى للقطران يبلغ ١٠ ملغم و للنيكوتين ١ ملغم لكل سيجارة.
تم إنتاج ملصقات إعلانية متنوعة لسجائر كابستان، بما في ذلك واحدة لتشجيع العاملات في المصانع خلال الحرب العالمية الثانية على تدخين كابستان للاسترخاء في نهاية يوم العمل. كانت واحدة من أشهر شعارات تلك الفترة هي. "وقت لكابستان".وبعد انتهاء الحرب العالمية الثانية، أصبح شعارًا آخر شهيرًا هو "خذ كابستان". قليل من المشاهير قاموا بالإعلان لهذه العلامة التجارية، مثل الممثلة الإنجليزية إيفلين لاي والنجم البريطاني ديفيد نيفن.
الأغنية "ساتردايز كيدز" من ألبوم فرقة ذا جام لعام ١٩٧٩ بعنوان "سيتنغ سونز" تحتوي على جملة "أمهاتهم وآباؤهم يدخنون كابستان غير المصفاة / يعيش ورق الجدران لأنهم جميعًا يموتون بسبب السرطان".

## الأسواق
كابستان" تُباع أساساً في المملكة المتحدة، ولكنها تم بيعها أو ما زالت تُباع أيضاً في ألمانيا، سريلانكا، الهند، باكستان، ماليزيا، هونغ كونغ، أستراليا، نيوزيلندا، كندا، بنغلاديش و تشيلي.   

## بطاقات السجائر
كانت "كابستان" واحدة من شركات التبغ التي قامت بوضع بطاقات إعلانية داخل عبوات السجائر الخاصة بها. تضمنت بعض المجموعات سلسلة الكريكيت التي تعرض لاعبين بارزين (١٩٠٧)  ومجموعات كرة القدم الأسترالية التي تتضمن رسومات لأعلام الأندية وألوانها في عامي ١٩٠٨ و ١٩١٣.